# Ервин (Ајова)
Ервин (енгл. Irwin) град је у америчкој савезној држави Ајова. По попису становништва из 2010. у њему је живело 341 становника.

## Демографија
Према попису становништва из 2010. у граду је живело 341 становника, што је 31 (8.3%) становника мање него 2000. године.
| Група             | 2000.       | 2010.       |
| Белци             | 360 (96,8%) | 335 (98,2%) |
| Афроамериканци    | 1 (0,3%)    | 0 (0,0%)    |
| Хиспаноамериканци | 8 (2,2%)    | 4 (1,2%)    |
| Укупно            | 372         | 341         |